# 6877 Джіада
6877 Джіада (6877 Giada) — астероїд головного поясу, відкритий 10 жовтня 1994 року.
Тіссеранів параметр щодо Юпітера — 3,557.